# Tell Me It’s Over
«Tell Me It’s Over» (с англ. — «Скажи мне, что всё кончено») — песня, записанная канадской певицей Аврил Лавин. Была выпущена 12 декабря 2018 года в качестве третьего сингла из шестого студийного альбома исполнительницы Head Above Water (2019).

## Композиция
«Tell Me It’s Over» — баллада в стиле Мемфис-соул и R&B. Лавин объяснила, что песня о том, как «быть сильной, твёрдо стоять на ногах и наконец закрыть дверь перед отношениями, которые начинают вам вредить после того, как вы снова и снова поддавались на игры своего партнёра». О том, что вдохновило её на написание песни, певица сказала: «Вокал и тексты песни очень уязвимы, что отражает те чувства, которые я испытывала в подобных отношениях. Я хотела написать что-то классическое, и меня вдохновили некоторые из вечных королев, которых я слушаю каждый день дома: Билли Холидей, Элла Фицджеральд, Арета Франклин и Этта Джеймс».

## Видеоклип
Премьера видеоклипа состоялась 12 декабря 2018 года. Режиссёром выступила Эрика Сильверман. В нём Лавин проводит наполненное любовью Рождество со своим парнем, прежде чем их отношения начинают разваливаться. Возлюбленный разбивает её телефон об землю во время очередной ссоры.

## Чарты
| Чарты (2018)                                       | Высшая позиция |
| -------------------------------------------------- | -------------- |
| Бельгия/Валлония (Ultratip)                        | 39             |
| Канада Canadian Hot Digital Song Sales (Billboard) | 20             |
| Новая Зеландия Hot Singles (Recorded Music NZ)     | 39             |
| США Digital Song Sales (Billboard)                 | 36             |

## История релиза
| Регион | Дата            | Формат                     | Лейбл | Прим. |
| ------ | --------------- | -------------------------- | ----- | ----- |
| Мир    | 12 декабря 2018 | Цифровая загрузка стриминг | BMG   | [ 6 ] |